# Попков, Сергей Николаевич
Серге́й Никола́евич Попко́в (род. 28 июля 1963, Волгоград) — советский футболист, тренер футбольного клуба «Тюмень». Экс-министр спорта и туризма Волгоградской области (2012—2014).

## Карьера
В 1984 году окончил Волгоградский государственный институт физической культуры.
В 1987 году — футболист ФК «Волгарь».
С 1988 по 2000 год занимался подготовкой спортивного резерва Волгограда. Команду «Олимпия» Волгоград (игроки 1984 г. р.) приводил к победе в Детской футбольной лиге в 1995 и 1998 годах. В 2000—2002 годах работал тренером и главным тренером «Олимпии», выступавшей во Втором дивизионе.
В 2002 году сменил ушедшего в «КАМАЗ» Юрия Газзаева на посту главного тренера реутовского «Титана».
В 2003 году работал в системе клуба РФПЛ «Шинник». В 2004 году возглавлял ФК «Ижевск», но клуб снялся с первенства Второго дивизиона из-за финансовых проблем. В 2005 году — главный тренер дублирующего состава ФК «Шинник» и помощник в главной команде.
В 2006—2007 года был главным тренером латвийского ФК «Динабург», выступавшего в Высшей лиге.
С 20 апреля 2012 года по 15 мая 2014 — министр спорта и туризма Волгоградской области.
В 2014 году вернулся на тренерскую работу. Работал в «Зените-Ижевск», кокчетавском «Окжетпесе» и ФК «Астрахань».
В 2017 году казахстанский клуб «Окжетпес», который уже в 2015 году тренировал Попков, впал в кризис, из которого его не смогли вывести российские тренеры Владимир Муханов и Виктор Пасулько. Команда вылетела в Первую казахстанскую лигу. В январе 2018 года на пост главного тренера команды был приглашён Сергей Попков. По итогам сезона 2018 года команда заняла 1-е место в Первой лиге и вышла в Премьер-лигу, Попков был признан лучшим тренером сезона в Первой лиге. В июле 2019 года покинул «Окжетпес» и вошёл в тренерский штаб ФК «КАМАЗ» в качестве старшего тренера. В январе 2020 года перешёл на аналогичную должность в ФК «Тюмень».
В январе 2021 года возглавил «Окжетпес».
29 мая 2025 года возглавил «Тюмень».

## Семья
Имеет троих детей. Дочь — Анна. Сыновья — Никита и Евгений.